# Ⰹ
Cette page contient des caractères spéciaux ou non latins. S’ils s’affichent mal (▯, ?, etc.), consultez la page d’aide Unicode.
Pour les articles homonymes, voir Ije.
Ijé (Иже en cyrillique ; capitale Ⰹ, minuscule ⰹ) est la 10e lettre de l'alphabet glagolitique. Sa forme initiale est Ⰺ (minuscule : ⰺ).

## Linguistique
La lettre sert à noter le phonème /i/.

## Historique
La lettre pourrait provenir de la lettre iota (ι) de l'alphabet grec, surmontée d'un tréma.
Sa forme initiale est retranscrite à l’aide de la lettre cyrillique iota ‹ Ꙇ ›

## Représentation informatique
- Unicode :
  - Capitale Ⰹ : U+2C09
  - Minuscule ⰹ : U+2C39
  - Capitale Ⰺ (initiale) : U+2C0A
  - Minuscule ⰺ (initiale) : U+2C3A